# バブルと寝た女たち
『バブルと寝た女たち』（バブルとねたおんなたち）は、日本のバブル経済時代を生き抜いた女性を描いた随筆作品およびそれを原作とする日本映画。

## 書籍
日本のバブル経済において、バブル経済で儲けた男から大金が勝手に転がり込んできた普通の女の子たちを描いたエッセイ集。著者は家田荘子。
『週刊現代』1993年7月3日号から8月14日号までの連載に加筆したものが講談社から1994年2月24日に単行本として刊行され、1997年6月12日に文庫として刊行された。

## 映画
1998年3月14日に公開された映画作品。
1990年代の東京でバブル期に自らの体を武器に、たくましく生き抜いた女たちを描いた物語。
その後に映画作品としては、第2弾『新・バブルと寝た女たち』（1998年、服部光則監督、小松みゆき主演）、第3弾『続・バブルと寝た女たち』（1999年、谷口正行監督、甲賀瑞穂主演）、第4弾『ITバブルと寝た女たち』（2007年、佐藤太監督、三津谷葉子主演）が制作されている。

### キャスト
- 梶井みどり - 立河宜子
- 須賀崇之 - 升毅
- 関谷歩美 - かとうあつき
- 大森七郎 - 中尾彬
- 水島真知子 - 小野みゆき
- 須賀美紀子 - 速水典子
- 梶井まゆみ - 天田貴子
- 小野日出男 - 小倉一郎
- 小沢 - 円谷浩
- 梶井春美 - 服部妙子

### スタッフ
- 監督 - 新村良二
- 脚本 - 山上梨香
- 助監督 - 桜田繁
- 原作 - 家田荘子
- 製作 - 円谷粲
- プロデューサー - 米山紳、関根房江、前島真理奈
- 撮影 - 三好和宏
- 美術 - 大橋雅俊
- 音楽 - 安藤賢次
- 録音 - 辻井一郎
- 編集 - 境誠一